# 福島県立郡山商業高等学校
福島県立郡山商業高等学校（ふくしまけんりつ こおりやましょうぎょうこうとうがっこう）は、福島県郡山市菜根にある県立高等学校。略称は「郡商（ぐんしょう）」。

## 概要
歴史
1920年（大正9年）創立の「郡山実業補習学校常設部」を前身とする。実業学校を経て1948年（昭和23年）の学制改革により、新制高等学校となった。
設置課程・学科
全日制課程
- 流通経済科
- 会計科
- 情報処理科

校訓
「自治・勤労・感謝」
校章
「学問」を表すペン先3本と、「商業」を表すマーキュリー（商業神）の羽根を組み合わせたものを背景にして中央に「商高」の文字（縦書き）を置いている。
校歌
郡山商業学校時代の1937年（昭和12年）に制定。作詞は土井晩翠、作曲は青柳善吾による。歌詞は2番まである。1928年から1931年まで、堂前の郡山商工学校時代に国語担当として勤務していた磯目勝三郎（歌人・高見楢吉）が、教頭時代に歌人としての自らの知己であった土井晩翠を訪ねて作詩を依頼した。作曲は校長の大内亥之次郎が縁故の当時東京高等師範学校附属小学校訓導の青柳善吾に依頼して完成した。

## 沿革
旧制・実業学校時代
- 1894年（明治27年）から - 毎年冬季に金透尋常小学校で「青年夜学会」と称して補習教育を行う。
- 1903年（明治36年）から1912年（明治45年） - 陣屋通りにて郡山商業補習学校開設
- 1918年（大正7年）1月10日 - 「郡山実業補習学校」が設立され、季節限定で夜間授業を行う。
- 1920年（大正9年）4月1日 - 修業年限2年の常設部を設置。
- 1923年（大正12年）5月31日 - 「郡山実業専修学校」に改称。修業年限を3年とする。
- 1924年（大正13年）4月1日 - 郡山金透尋常高等小学校との併設を解消し、郡山市内鐘堂の造林署跡に移転。
- 1925年（大正14年）7月27日 - 担場郡山煙草専売局収納所に移転。
- 1926年（大正15年）7月28日 - 実業学校令により、「福島県郡山市立郡山商工学校」（商業科・工業科）を設立。農業科を廃止。
- 1932年（昭和7年）
  - 2月17日 - 同年4月1日から商業科の修業年限を5年とし、工業科を1934年限りで廃止する件が認可される。
  - 4月1日 - 商業科の修業年限を5年とする。工業科の募集を停止。
- 1934年（昭和9年）4月1日 - 工業科を廃止し、「福島県郡山商業学校」（郡山市立）と改称。定員を500名とする。
- 1936年（昭和11年）4月11日 - 郡山菜根屋敷92番地に新校舎が完成し移転を完了。
- 1937年（昭和12年）4月1日 - 校歌を制定。
- 1943年（昭和18年）4月1日 - 実業学校令の施行により、この時の入学生から修業年限が4年となる。
- 1944年（昭和19年）4月1日 - 教育ニ関スル戦時非常措置方策により、「福島県郡山工業学校」（郡山市立）に転換。
- 1945年（昭和20年）
  - 4月1日 - 学校での授業が停止される。ただし勤労動員は継続される。
  - 9月 - 終戦により授業が再開される。
- 1946年（昭和21年）4月1日 - 商業科が復活し「福島県郡山商工学校」（郡山市立）に改称。修業年限が5年となる。
- 1947年（昭和22年）4月1日 - 商業科が福島県に移管され、「福島県立郡山商業学校」に改称。工業科は福島県郡山工業学校（郡山市立のまま）として分離独立。

新制・商業高等学校
- 1948年（昭和23年）4月1日 - 学制改革（六・三・三制の実施）により、商業学校は廃止され、新制高等学校「福島県立郡山商業高等学校」（現校名）が発足。
- 1959年（昭和34年）2月19日 - 商業科特別教室と図書館が完成。
- 1960年（昭和35年）3月5日 - 商業実践室が完成。
- 1961年（昭和36年）8月16日 - 鉄筋コンクリート造3階建ての本館が完成。
- 1967年（昭和42年）3月31日 - 体育館が完成。
- 1970年（昭和45年）
  - 2月7日 - 校舎改築（第一期工事）が完成。
  - 4月1日 - 事務科（女子生徒対象）を新設。
- 1971年（昭和46年）
  - 3月1日 - 校舎改築（第二期工事）が完成。
  - 3月 - コンピューターを導入。
- 1973年（昭和48年）4月1日 - 情報処理科（男子生徒対象）を新設。
- 1975年（昭和50年）
  - 11月13日 - 郡商青春歌を作成発表（作詞：丘灯至夫、作曲：古関裕而）
  - 12月23日 - 柔剣道場が完成。
- 1977年（昭和52年）
  - 9月10日 - 同窓会館「五百陵会館」が完成。
  - 12月3日 - プールが完成。
- 1982年（昭和57年）3月31日 - 産振棟（図書館を含む）が完成。
- 1987年（昭和62年）3月16日 - グラウンドに照明設備を設置。
- 1989年（昭和64年・平成元年）
  - 1月2日 - サッカー部、第67回全国高等学校サッカー選手権大会に福島県代表として初出場。
  - 3月29日 - ワードプロセッサーを導入。
- 1990年（平成2年）3月29日 - 第二体育館が完成。
- 1991年（平成3年）1月23日 - 部室が完成。
- 1992年（平成4年）
  - 4月1日 - 事務科を会計科に改編。
  - 10月30日 - 五百陵体育館が完成。
- 1994年（平成6年）3月18日 - コンピュータ教室を改造。
- 1996年（平成8年）4月1日 - 流通経済科と国際経済科を新設。4学科体制となる。全学科において男女共学を開始。
- 1999年（平成11年）3月24日 - 校舎を増築。
- 2006年（平成18年）4月1日 - 入試の募集を一括募集（入学後に各学科に振り分ける方式）とする。
- 2011年（平成23年）3月11日 - 東日本大震災の発生により被災。
- 2012年（平成24年）12月17日 - テニスコート擁壁の災害復旧工事が完成。
- 2013年（平成25年）
  - 2月17日 - 南棟・北棟の災害復旧工事が完成。
  - 4月1日 - 国際経済科の募集を停止し、流通経済科を1学級増。
- 2015年（平成27年）3月31日 - 国際経済科を閉科。
- 2021年（令和3年）12月3日 - 創立100周年記念式典を挙行。

## 部活動
体育系
- 硬式野球部
- サッカー部
- ソフトテニス部(男子・女子)
- バスケットボール部(男子・女子)
- バドミントン部(男子・女子)
- バレーボール部(男子・女子)
- 剣道部
- 水泳部
- 卓球部
- 陸上部
- 柔道部
- 山岳スキー部
- スケート部

文化系
- 演劇部
- 管弦楽部
- 科学部
- 写真部
- 珠算部
- 書道部
- 美術部
- 文芸部
- 英語研究部
- 家庭研究部
- 商業研究部(調査研究・簿記)
- ワープロ部
- チアリーディング部
- エアギター部

## アクセス
- 福島交通バス「郡山商業高校」停留所
- 福島交通バス「菜根五丁目」停留所

## 著名な出身者
- 吉田武（昭和2年卒業、歌人、「福島県県民の歌」作詞者）
- 丘灯至夫（昭和7年卒業、詩人、作詞家、「高校三年生」の作詞者、西山安吉）
- 太田博（昭和13年卒業、詩人、ひめゆり学徒隊「相思樹の歌」の作詩者、沖縄戦で戦死）
- 三谷晃一（昭和15年卒業、詩人、福島民報社論説委員長）
- 阿久津善治 （昭和15年卒業、歌人、前田夕暮に師事、ケルン短歌会主宰）
- 高松和男（昭和20年卒業、東北大学教授を経て初代創価大学学長、経済学博士、日本経営分析学会（日本経済会計学会）初代会長）
- 鈴木瑞之（昭和31年卒業、書家、日展特選2回受賞、日展会員）
- 大高善興（元ヨークベニマル社長、日本チェーンストア協会副会長）
- 鈴木和美（元日本社会党参議院議員、元国土庁長官）
- 佐藤徳雄（元日本社会党衆議院議員）
- 池内泰明（バスケットボール選手・指導者、拓殖大学オレンジクラッシャーズヘッドコーチ）
- 佐藤由佳（バスケットボール選手、WリーグENEOSサンフラワーズ所属）
- 本田朱里（バスケットボール選手、Wリーグ新潟アルビレックスBBラビッツ所属）
- 円谷義広（元自転車競技選手、1984年のロサンゼルスオリンピック、ソウルオリンピック出場）